# За правом викупу
«За правом викупу» (англ. By Right of Purchase) — американська драма режисера Чарльза Міллера 1918 року.

## У ролях
- Норма Толмадж — Марго Г'юз
- Юджин О'Браєн — Чедвік Гаймс
- Іда Дарлінґ — місіс Г'юз
- Вільям Кортлі молодший — Дік Дервент
- Чарльз Веллеслі — Дональд Ньюджент
- Флоренс Біллінґс — Медж Сірс
- Гедда Гоппер